# Société de bibliophiles

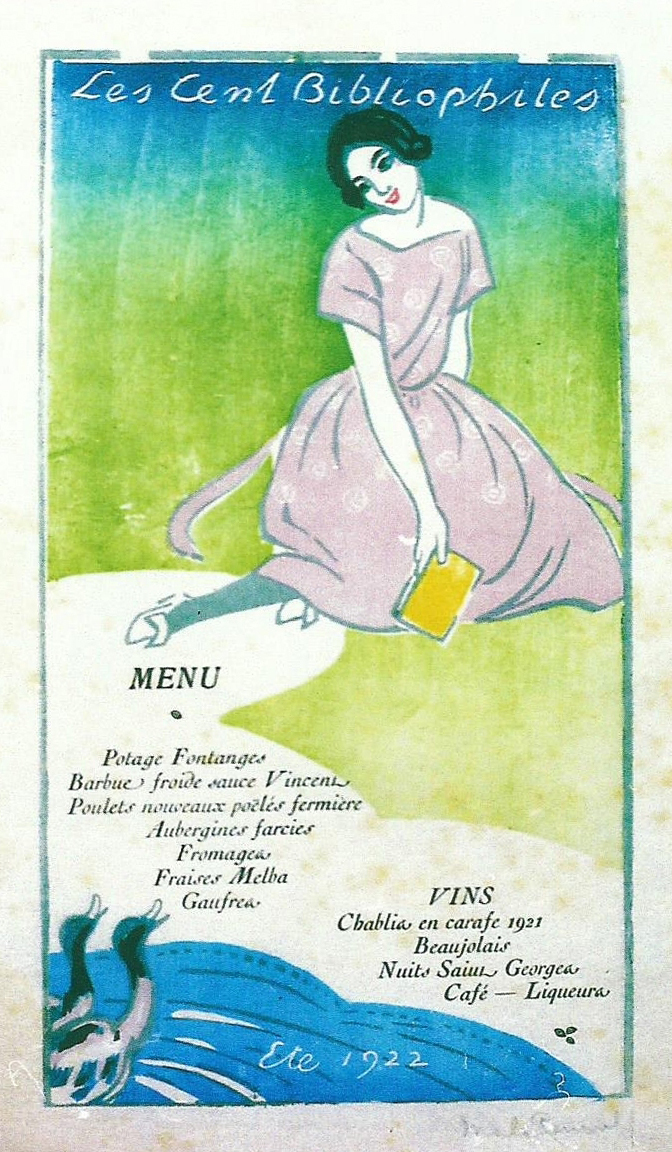
Menu des Cent bibliophiles (1922), xylographie en couleurs de Malo-Renault.

Une société de bibliophiles regroupe des amateurs de livres édités avec un soin particulier porté à la typographie, la mise en page, l'illustration, la qualité du papier ou de la reliure. Elles éditent des livres avec une périodicité très longue (souvent un livre tous les ans ou tous les deux ans) selon un mode de production similaire à celui des petits éditeurs de livres d'artistes ou de poésie.

## Histoire
Dès le XIXe siècle, les bibliophiles ont pris l'habitude de se réunir au sein de sociétés d'amateurs. Si cette mode a connu son apogée, au XXe siècle, dans l'entre-deux-guerres, certaines sociétés perdurent sous la forme d'associations sans but lucratif.
Ainsi, la bibliothèque du château de Chantilly conserve environ 400 ouvrages et des archives en provenance de diverses sociétés de bibliophiles du XIXe siècle jusqu'à aujourd'hui :
- Les Amis bibliophiles
- Les Amis d’Édouard
- Les Amis des livres
- Les Amis du livre contemporain[3]
- Les Bibliophiles de France[4]
- Les Bibliophiles de France et de Normandie
- Les Bibliophiles de l'Amérique Latine
- Les Bibliophiles de l'Union française
- Les Bibliophiles et Graveurs d'aujourd'hui
- Les Bibliophiles franco-suisses
- Les Cent Bibliophiles[5]
- Les Cent une (société[6] qui regroupe cent une femmes, exclusivement)
- La Compagnie des bibliophiles du livre d'art et de l'Amérique latine
- La Compagnie typographique
- Exemplaires
- Hippocrate et ses amis (société de médecins)
- Le Livre contemporain
- Le Livre d’art
- Les Médecins bibliophiles
- Nouveau cercle parisien du livre
- La Société des amis de Saint-Denys
- La Société des bibliophiles de Guyenne (fondée en 1866)
- La Société des bibliophiles belges séant à Mons a fêté en 1911 son soixante-quinzième anniversaire.
- La Société des bibliophiles françois (fondée en 1820)
- La Société des bibliophiles Liégeois (fondée en 1863)
- La Société des bibliophiles lyonnais (fondée en 1885)
- La Société des bibliophiles normands (fondée en 1864)
- La Société de Saint-Eloy
- La Société normande du livre illustré
- La Société royale des bibliophiles et iconophiles de Belgique (fondée en 1910)[7]

Cette liste n'est pas limitative, et d'autres sociétés de bibliophiles ont existé, ou existent encore, telles les deux dernières citées ci-dessous : 
- Les Bibliolâtres de France
- Les Bibliophiles de l'Automobile-Club de France
- Les XX (fondée en 1898 à Paris)[8]
- Les Bibliophiles du Palais (société d'avocats et de magistrats)
- Les Francs Bibliophiles[9]
- Les Pharmaciens bibliophiles[10]

## Fonctionnement
Les sociétés dites « de bibliophilie contemporaine » fonctionnent de nos jours selon un mode associatif. 
En règle générale, l'édition d'un livre est confié à un ou deux membres de la société (les « commissaires au livre ») après que les sociétaires ont choisi le texte (reprise d'un texte existant ou commande d'un texte original) et l'illustrateur. L'illustration est, de façon habituelle, réalisée avec des estampes (eaux-fortes, lithographies, gravures sur bois, etc.).

## À l'échelle internationale
Parallèlement à cette multitude de sociétés a été créée, en 1963, l'Association internationale de bibliophilie dont l'objectif premier est « de constituer un lien permanent entre les bibliophiles des différents pays, qu'ils appartiennent ou non à des sociétés, de faciliter l'organisation de réunions internationales qu'il s'agisse d'expositions ou de congrès. » Son dernier congrès, le XXVIIe, s'est tenu en Pologne, du 18 au 25 septembre 2011.